# سفارة أذربيجان في النمسا
سفارة أذربيجان في النمسا هي أرفع تمثيل دبلوماسي لدولة أذربيجان لدى النمسا. تقع السفارة في فيينا وهي تهدف لتعزيز المصالح الأذربيجانية في النمسا.

## وصلات خارجية
- قائمة سفارات أذربيجان
- قائمة السفارات في النمسا